# Turn-Weltmeisterschaften 2010
Die 42. Turn-Weltmeisterschaften im Gerätturnen fanden vom 16. bis 24. Oktober 2010 in Rotterdam statt. Für die Frauen, die seit 1934 teilnehmen dürfen, waren es die 32. Titelkämpfe. Die Wettkämpfe wurden – wie schon 1987 – in der Ahoy-Arena ausgetragen.

## Teilnehmer
| - Ägypten - Algerien - Argentinien - Armenien - Aserbaidschan - Australien - Belgien - Brasilien - Bulgarien - Chile - Volksrepublik China - Dänemark - Deutschland - Dominikanische Republik - El Salvador - Finnland - Frankreich - Georgien - Griechenland - Hongkong - Iran - Irland - Island | - Israel - Italien - Jemen - Japan - Jordanien - Kanada - Kasachstan - Katar - Kolumbien - Kroatien - Kuwait - Lettland - Litauen - Luxemburg - Mexiko - Neuseeland - Niederlande - Nordkorea - Norwegen - Österreich - Polen - Portugal - Puerto Rico | - Rumänien - Russland - Schweden - Schweiz - Slowakei - Slowenien - Spanien - Südafrika - Südkorea - Chinesisch Taipeh - Thailand - Tschechien - Tunesien - Türkei - Ukraine - Ungarn - Usbekistan - Venezuela - Vereinigte Staaten - Vereinigtes Königreich - Vietnam - Belarus - Zypern |

### Deutsche Mannschaft
- Frauen: Oksana Chusovitina, Elisabeth Seitz, Pia Tolle, Lisa Katharina Hill, Giulia Hindermann, Joeline Möbius
- Männer: Fabian Hambüchen, Philipp Boy, Matthias Fahrig, Eugen Spiridonov, Thomas Taranu, Sebastian Krimmer, Andreas Bretschneider

### Schweizerische Mannschaft
- Frauen: Ariella Kaeslin, Jennifer Senn, Emily Berti, Jessica Diacci, Jennifer Rutz, Linda Stämpfli, Giulia Steingruber
- Männer: Roman Gisi, Claudio Capelli, Pablo Brägger, Pascal Bucher, Daniel Groves, Simon Nützi, Mark Ramseier

### Österreichische Mannschaft
- Frauen: Lisa Ecker, Katharina Fa, Hanna Grosch, Lisa Marie Stöckl, Jasmin Mader, Simone Penker
- Männer: Fabian Leimlehner, Matthias Decker, Marco Baldauf, Alexander Leidlmair, Xheni Dyrmishi, Lukas Kranzlmüller, Matthias Schwab

### Luxemburg
- Männer: Sascha Palgen

## Ergebnisse

### Mehrkampf Mannschaft
| Rang | Team                   | Athletinnen                                                                                               | Sprung | Stufen- barren | Balken | Boden | Gesamt  |
| ---- | ---------------------- | --- | ------ | -------------- | ------ | ----- | ------- |
| 1    | Russland               | Xenija Afanassjewa Alija Mustafina Tatjana Nabijewa Xenija Semjonowa Jekaterina Kurbatowa Anna Dementjewa |        |                |        |       | 175.397 |
| 2    | Vereinigte Staaten     | Rebecca Bross Mackenzie Caquatto Bridget Sloan Mattie Larson Alexandra Raisman Alicia Sacramone           |        |                |        |       | 175.196 |
| 3    | Volksrepublik China    | Jiang Yuyuan He Kexin Sui Lu Huang Qiushuang Deng Linlin Yang Yilin                                       |        |                |        |       | 174.781 |
| 4    | Rumänien               | Diana Chelaru Gabriela Drăgoi Raluca Haidu Sandra Izbașa Cerasela Pătrașcu Ana Porgras                    |        |                |        |       | 173.096 |
| 5    | Japan                  | |        |                |        |       | 169.897 |
| 6    | Australien             | |        |                |        |       | 168.629 |
| 7    | Vereinigtes Königreich | |        |                |        |       | 166.828 |
| 8    | Italien                | |        |                |        |       | 163.429 |

| Rang | Team                   | Athleten                                                                                      | Boden | Pferd | Ringe | Sprung | Barren | Reck | Gesamt  |
| ---- | ---------------------- | --------------------------------------------------------------------------------------------- | ----- | ----- | ----- | ------ | ------ | ---- | ------- |
| 1    | Volksrepublik China    | Chen Yibing Feng Zhe Teng Haibin Yan Mingyong Lu Bo Zhang Chenglong                           |       |       |       |        |        |      | 274.997 |
| 2    | Japan                  | Kōhei Uchimura Kōji Yamamuro Kōji Uematsu Kazuhito Tanaka Kenya Kobayashi Tatsuki Nakashima   |       |       |       |        |        |      | 271.769 |
| 3    | Deutschland            | Philipp Boy Fabian Hambüchen Thomas Taranu Eugen Spiridonov Sebastian Krimmer Matthias Fahrig |       |       |       |        |        |      | 271.252 |
| 4    | Vereinigte Staaten     |                                                                                               |       |       |       |        |        |      | 268.012 |
| 5    | Frankreich             |                                                                                               |       |       |       |        |        |      | 263.468 |
| 6    | Russland               |                                                                                               |       |       |       |        |        |      | 263.170 |
| 7    | Vereinigtes Königreich |                                                                                               |       |       |       |        |        |      | 261.103 |
| 8    | Südkorea               |                                                                                               |       |       |       |        |        |      | 259.952 |

### Mehrkampf Einzel
| Rang | Athletin         | Sprung | Stufen- barren | Balken | Boden  | Gesamt |
| ---- | ---------------- | ------ | -------------- | ------ | ------ | ------ |
| 1    | Alija Mustafina  | 15.666 | 15.300         | 15.033 | 15.033 | 61.032 |
| 2    | Jiang Yuyuan     | 14.833 | 15.533         | 15.066 | 14.566 | 59.998 |
| 3    | Rebecca Bross    | 14.700 | 14.933         | 14.100 | 15.233 | 58.966 |
| 4    | Huang Qiushuang  | 14.766 | 15.200         | 14.700 | 13.700 | 58.366 |
| 5    | Ana Porgras      | 13.966 | 14.466         | 15.433 | 14.300 | 58.165 |
| 6    | Lauren Mitchell  | 14.733 | 13.900         | 14.900 | 14.600 | 58.133 |
| 7    | Tatjana Nabijewa | 15.466 | 15.133         | 13.266 | 13.433 | 57.298 |
| 8    | Ariella Kaeslin  | 15.300 | 13.700         | 14.200 | 13.700 | 56.900 |
| …    |                  |        |                |        |        |        |
| 12   | Elisabeth Seitz  | 14.766 | 14.733         | 13.458 | 13.200 | 56.157 |

| Rang | Athlet              | Boden  | Pferd  | Ringe  | Sprung | Barren | Reck   | Gesamt |
| ---- | ------------------- | ------ | ------ | ------ | ------ | ------ | ------ | ------ |
| 1    | Kōhei Uchimura      | 15.566 | 15.000 | 15.133 | 16.266 | 15.300 | 15.066 | 92.331 |
| 2    | Philipp Boy         | 15.000 | 14.666 | 14.566 | 15.650 | 15.166 | 15.000 | 90.048 |
| 3    | Jonathan Horton     | 14.866 | 13.833 | 15.366 | 15.566 | 15.200 | 15.033 | 89.864 |
| 4    | Mykola Kuksenkow    | 14.666 | 14.766 | 14.600 | 15.700 | 14.933 | 15.166 | 89.831 |
| 5    | Daniel Purvis       | 15.066 | 14.300 | 14.166 | 15.900 | 14.933 | 14.600 | 88.965 |
| 6    | Lu Bo               | 14.366 | 14.366 | 14.800 | 16.033 | 14.766 | 14.633 | 88.964 |
| 7    | Sergei Chorochordin | 14.433 | 14.466 | 14.933 | 15.466 | 14.066 | 15.300 | 88.664 |
| 8    | Koji Uematsu        | 14.566 | 14.200 | 13.733 | 15.556 | 15.533 | 14.800 | 88.398 |
| …    |                     |        |        |        |        |        |        |        |
| 17   | Eugen Spiridonov    | 14.166 | 14.366 | 14.200 | 15.383 | 14.333 | 14.500 | 86.948 |

### Gerätefinals Frauen
| Rang | Athlet              | Punkte |
| ---- | ------------------- | ------ |
| 1    | Alicia Sacramone    | 15,200 |
| 2    | Alija Mustafina     | 15,066 |
| 3    | Jade Barbosa        | 14,799 |
| 4    | Ariella Kaeslin     | 14,783 |
| 5    | Tatjana Nabijewa    | 14,599 |
| 6    | Jo Hyunjoo          | 14,483 |
| 7    | Diana Maria Chelaru | 14,066 |
| 8    | Imogen Cairns       | 13,999 |

| Rang | Athlet            | Punkte |
| ---- | ----------------- | ------ |
| 1    | Elizabeth Tweddle | 15,733 |
| 2    | Alija Mustafina   | 15,600 |
| 3    | Rebecca Bross     | 15,066 |
| 4    | Bridget Sloan     | 14,666 |
| 5    | Ana Porgras       | 14,600 |
| 6    | Huang Qiushuang   | 14,400 |
| 7    | He Kexin          | 13,966 |
| 8    | Elisabeth Seitz   | 10,466 |

| Rang | Athlet            | Punkte |
| ---- | ----------------- | ------ |
| 1    | Ana Porgras       | 15.366 |
| 2    | Rebecca Bross     | 15.233 |
| 2    | Deng Linlin       | 15.233 |
| 4    | Lauren Mitchell   | 15.200 |
| 5    | Alicia Sacramone  | 15.066 |
| 6    | Anna Dementjewa   | 13.966 |
| 7    | Alija Mustafina   | 13.766 |
| 8    | Jana Demjantschuk | 13.733 |

| Rang | Athlet              | Punkte |
| ---- | ------------------- | ------ |
| 1    | Lauren Mitchell     | 14.833 |
| 2    | Alija Mustafina     | 14.766 |
| 2    | Diana Maria Chelaru | 14.766 |
| 4    | Alexandra Raisman   | 14.716 |
| 5    | Lu Sui              | 14.666 |
| 6    | Vanessa Ferrari     | 14.600 |
| 7    | Sandra Izbașa       | 13.983 |
| 8    | Xenija Afanassjewa  | 12.700 |

### Gerätefinals Männer
| Rang | Athlet             | Punkte |
| ---- | ------------------ | ------ |
| 1    | Zhang Chenglong    | 16.166 |
| 2    | Epke Zonderland    | 16.033 |
| 3    | Fabian Hambüchen   | 15.966 |
| 4    | Philipp Boy        | 15.833 |
| 5    | Danell Leyva       | 15.666 |
| 6    | Christopher Brooks | 15.383 |
| 7    | Feng Zhe           | 15.166 |
| 8    | Koji Uematsu       | 14.000 |

| Rang | Athlet           | Punkte |
| ---- | ---------------- | ------ |
| 1    | Feng Zhe         | 15.966 |
| 2    | Teng Haibin      | 15.616 |
| 3    | Kōhei Uchimura   | 15.500 |
| 4    | Fabian Hambüchen | 15.366 |
| 5    | Koji Uematsu     | 15.233 |
| 6    | Adam Kierzkowski | 15.200 |
| 7    | Ildar Walejew    | 15.183 |
| 8    | Samuel Piasecký  | 15.166 |

| Rang | Athlet                | Punkte |
| ---- | --------------------- | ------ |
| 1    | Krisztián Berki       | 15.833 |
| 2    | Louis Smith           | 15.733 |
| 3    | Prashanth Sellathurai | 15.566 |
| 4    | Cyril Tommascone      | 15.433 |
| 5    | Filip Ude             | 15.316 |
| 6    | Harutjun Merdinjan    | 15.166 |
| 7    | Donna Donny Truyens   | 14.133 |
| 8    | Sašo Bertoncelj       | 13.933 |

| Rang | Athlet               | Punkte |
| ---- | -------------------- | ------ |
| 1    | Eleftherios Kosmidis | 15.700 |
| 2    | Kōhei Uchimura       | 15.333 |
| 3    | Daniel Purvis        | 15.366 |
| 4    | Alexander Shatilov   | 15.333 |
| 5    | Thomas Bouhail       | 15.200 |
| 6    | Eddie Penew          | 15.066 |
| 7    | Flavius Koczi        | 15.066 |
| 8    | Steven Legendre      | 13.600 |

| Rang | Athlet                 | Punkte |
| ---- | ---------------------- | ------ |
| 1    | Thomas Bouhail         | 16.449 |
| 2    | Anton Golozuzkow       | 16.366 |
| 3    | Dzmitry Kaspjarowitsch | 16.316 |
| 4    | Yang Hak-seon          | 16.266 |
| 5    | Flavius Koczi          | 16.208 |
| 6    | Andrij Issajew         | 16.049 |
| 7    | Luis Rivera            | 15.945 |
| 8    | Jeffry Wammes          | 15.750 |

| Rang | Athlet          | Punkte |
| ---- | --------------- | ------ |
| 1    | Chen Yibing     | 15.900 |
| 2    | Yan Mingyong    | 15.700 |
| 3    | Matteo Morandi  | 15.666 |
| 4    | Kōji Yamamuro   | 15.500 |
| 5    | Yoo Won-chul    | 15.433 |
| 6    | Ivan San Miguel | 15.333 |
| 7    | Kenya Kobayashi | 15.300 |
| 8    | Chih Yu Chen    | 15.266 |

## Medaillenspiegel
| Platz | Land                   | Gold | Silber | Bronze | Gesamt |
| ----- | ---------------------- | ---- | ------ | ------ | ------ |
| 1     | Volksrepublik China    | 4    | 4      | 1      | 9      |
| 1     | Russland               | 2    | 4      | -      | 6      |
| 3     | Vereinigte Staaten     | 1    | 2      | 3      | 6      |
| 4     | Japan                  | 1    | 2      | 1      | 4      |
| 5     | Vereinigtes Königreich | 1    | 1      | 1      | 3      |
| 6     | Rumänien               | 1    | 1      | –      | 2      |
| 7     | Australien             | 1    | -      | 1      | 2      |
| 8     | Ungarn                 | 1    | -      | –      | 1      |
| 8     | Frankreich             | 1    | -      | –      | 1      |
| 8     | Griechenland           | 1    | -      | –      | 1      |
| 11    | Deutschland            | –    | 1      | 2      | 3      |
| 12    | Niederlande            | –    | 1      | -      | 1      |
| 13    | Belarus                | –    | –      | 1      | 1      |
| 13    | Italien                | –    | –      | 1      | 1      |
| 13    | Brasilien              | –    | –      | 1      | 1      |

Bei den Gerätefinals der Frauen am Boden und Balken wurde jeweils zweimal Silber vergeben.